# 14624 Prymachenko
14624 Prymachenko este un asteroid din centura principală de asteroizi.

## Descriere
14624 Prymachenko este un asteroid din centura principală de asteroizi. A fost descoperit pe 18 octombrie 1998 la Stația Anderson Mesa în cadrul programului LONEOS. Asteroidul prezintă o orbită caracterizată de o semiaxă mare de 2,70 ua, o excentricitate de 0,13 și o înclinație de 6,5° în raport cu ecliptica.